# Santa Cecilia (Soria)
Santa Cecilia es una localidad de la provincia de Soria, partido judicial de Soria, Comunidad Autónoma de Castilla y León, España. Pueblo de la comarca de Tierras Altas que pertenece al municipio de Villar del Río.
Para la administración eclesiástica de la Iglesia católica, forma parte de la Diócesis de Osma la cual, a su vez, pertenece a la Archidiócesis de Burgos.

### Comunicaciones
Localidad situada en la carretera provincial SO-P-1103, entre Santa Cruz de Yanguas y Villar del Río.

## Patrimonio
Iglesia de Santiago Apóstol. Solo quedan tres paredes, una de ellas con una lápida funeraria romana. Conserva intacta la espadaña.